# Peter Bydlinski

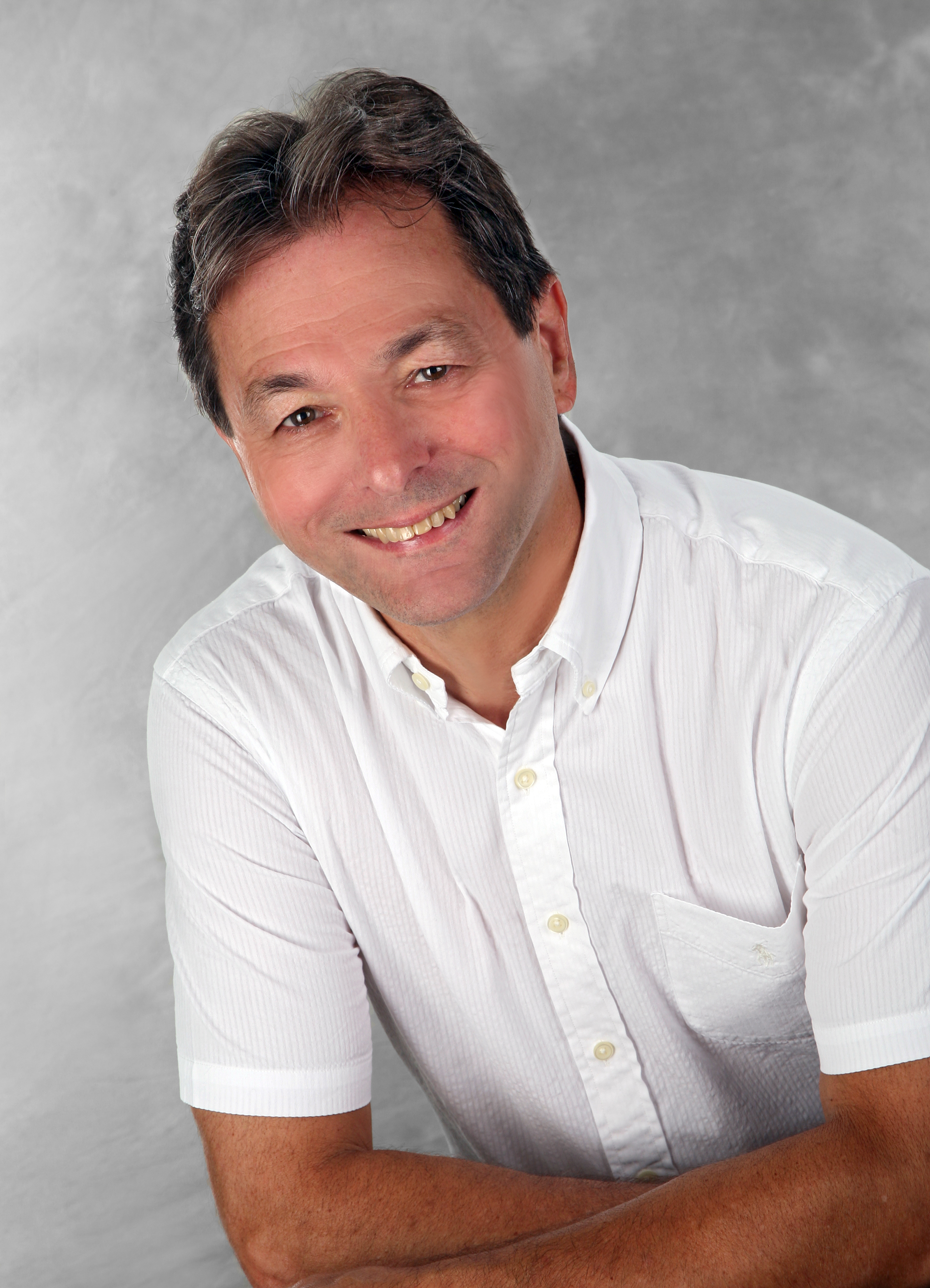
Peter Bydlinski (2020)

Peter Bydlinski (* 19. Juni 1957 in Graz) ist ein österreichischer Rechtswissenschafter, ordentlicher Universitätsprofessor am Institut für Zivilrecht, Ausländisches und Internationales Privatrecht der Universität Graz, Universitätsprofessor am Institut für Zivil- und Zivilverfahrensrecht der Wirtschaftsuniversität Wien und Mitglied der Österreichischen Akademie der Wissenschaften.

## Leben
Er ist einer von fünf Söhnen des Rechtswissenschaftlers Franz Bydlinski. Nach der Volksschule in Bad Honnef am Rhein besuchte Peter Bydlinski von 1967 bis 1975 das Gymnasium in Mödling. Von Oktober 1976 bis Juni 1980 studierte er Rechtswissenschaften an der Universität Wien. 1980 erlangte er den Magistergrad; im selben Jahr wurde er promoviert. Im Anschluss an die Gerichtspraxis wurde er am 1. Oktober 1980 Universitätsassistent von Helmut Koziol am Institut für Zivilrecht der Universität Wien.
Im März 1986 habilitierte sich Bydlinski bei Peter Rummel an der Universität Linz für Bürgerliches Recht und im Oktober 1991 zusätzlich für Handels-, Gesellschafts- und Wertpapierrecht. Ab 1987 nahm er Lehrstuhlvertretungen und Forschungsaufenthalte an den Universitäten Graz, München, Hamburg und Passau wahr.
Zum 1. Oktober 1992 wurde er an der Juristischen Fakultät der Universität Rostock zum Universitätsprofessor für Bürgerliches Recht in Verbindung mit Handels- und Gesellschaftsrecht sowie Juristischer Methodenlehre ernannt. Das dortige Institut für Bank- und Wirtschaftsrecht hat er wesentlich mit aufgebaut; seit der Gründung bis zu seinem Fortgang war er dessen geschäftsführender Direktor. Im Studienjahr 1997/98 hatte er das Amt des Dekans inne.
Seit 1. Oktober 1999 ist er an der Universität Graz als ordentlicher Universitätsprofessor am Institut für Zivilrecht, Ausländisches und Internationales Privatrecht tätig, das er von 2005 bis 2009 leitete. 2012 wurde er zum korrespondierenden Mitglied im Inland der Österreichischen Akademie der Wissenschaften in der historisch-philosophischen Klasse gewählt. Im Herbst 2015 startete er ein umfangreiches Projekt zur Reform des ABGB, in welchem primär eine Modernisierung in sprachlicher Hinsicht angestrebt wird (Stand 1. März 2025 wurden etwa 1100 Paragrafen bearbeitet). Seit Oktober 2022 lehrt Peter Bydlinski als Professor auch an der Wirtschaftsuniversität Wien.
Peter Bydlinski ist seit dem Jahr 2000 Mitglied des Forums Bankrecht der Österreichischen Bankwissenschaftlichen Gesellschaft. 2009 wurde er zum stellvertretenden Vorsitzenden ernannt, bevor er 2019 den Vorsitz übernahm.
Anlässlich seines 65. Geburtstags erschien 2022 zu seinen Ehren eine Festschrift mit Beiträgen von 65 Wissenschaftlerinnen und Wissenschaftlern aus Österreich und Deutschland.
Peter Bydlinskis Zwillingsbruder Michael Bydlinski war fünf Jahre lang Professor für Zivilrecht an der Universität Linz und ist Senatspräsident des Obersten Gerichtshofs i. R. Seit Juli 2022 ist er Professor und Dekan an der Sigmund Freud Privatuniversität. Sein Bruder Georg Bydlinski ist Schriftsteller, vor allem Kinderbuchautor, sein Bruder Martin Mini Bydlinski ist als Kabarettist und Schauspieler bekannt.
Peter Bydlinski ist verheiratet und hat drei Kinder.

## Auszeichnungen
- 1983 1987 1992 Walther Kastner-Preis
- 1987 Wissenschaftspreis des Landes Niederösterreich Förderungspreis
- 1987 Kardinal-Innitzer-Förderungspreis für Rechts- und Staatswissenschaften
- 1989 Leopold-Kunschak-Preis
- 1991 Heinrich Graf Hardegg-Preis
- 2012 Wahl zum korrespondierenden Mitglied im Inland der Österreichischen Akademie der Wissenschaften in der historisch-philosophischen Klasse

## Schriften
Peter Bydlinski hat bisher etwa 425 Publikationen verfasst. Neben zahlreichen Aufsätzen, Kommentarbeiträgen und Büchern verfasste er viele Entscheidungs- und einige Buchbesprechungen. Zusätzlich hat er etwa 225 Rechtsgutachten zu verschiedenen Themen des Zivil-, Handels- und Gesellschaftsrechts erstellt. Zu seinen wichtigsten Publikationen zählen:
- Die Übertragung von Gestaltungsrechten. Manz, Wien 1986 (Habilitationsschrift, Universität Linz, 1985/86).
- mit Ferdinand Kerschner: Fälle und Lösungen zum bürgerlichen Recht für Fortgeschrittene. Manz, Wien 1986; 7. Auflage: Anspruchsgrundlagen im österreichischen Zivilrecht mit Fällen und Lösungen. Manz, Wien 2022.
- Veräußerung und Erwerb von GmbH-Geschäftsanteilen: Zugleich ein Beitrag zur Notariatsaktspflicht. Manz, Wien 1991.
- Die Bürgschaft im österreichischen und deutschen Handels-, Gesellschafts- und Wertpapierrecht. Springer, Wien 1991 (Habilitationsschrift).
- Grundzüge des Privatrechts für Ausbildung und Wirtschaftspraxis. Manz, Wien 1991; 12. Auflage: Grundzüge des Privatrechts für Ausbildung und Praxis. Manz, Wien 2023.
- mit Harm Peter Westermann: BGB, Schuldrecht, Allgemeiner Teil. 4., völlig neubearbeitete Auflage. Müller, Heidelberg 1999; 9., völlig neu bearbeitete Auflage mit Stefan Arnold. C.F. Müller, Heidelberg 2020.
- Bürgerliches Recht I Allgemeiner Teil. Springer, Wien/New York 2000; 10. Auflage. Verlag Österreich, Wien 2024.
- mit Franz Bydlinski: Gesetzliche Formgebote für Rechtsgeschäfte auf dem Prüfstand. Manz, Wien 2001.
- mit Stefan Perner und Martin Spitzer: Kurzkommentar zum ABGB. Springer, Wien 2005; 7., überarbeitete Auflage. Verlag Österreich, Wien 2023.
- Schuldübernahme, Gläubiger- und Schuldnermehrheit (§§ 414 – 432 BGB) im Münchener Kommentar zum BGB, Band 2. 7. Auflage. C.H. Beck, München 2016.
- Speditionsrecht (§§ 453-466 HGB) im Münchener Kommentar zum HGB, Band 7. 4. Auflage. C.H. Beck, München 2020.
- Weiterführung der 1. Auflage von Franz Bydlinski: Grundzüge der juristischen Methodenlehre. 4. Auflage. facultas, Wien 2023.

## Aktuelle Forschungsfelder
Zu Peter Bydlinskis aktuellen Forschungsfeldern zählen vor allem:
- Reform des ABGB (einschließlich Sprache und Verständlichkeit)
- Verbraucherrecht
- Vertragsrecht
- AGB-Recht
- Bankrecht
- Verjährungsrecht
- Kreditsicherungsrecht
- Personenmehrheiten (insb. Gesamtschuld)
- Umsetzung von EU-Recht
- Methodenlehre (einschließlich europäischer Aspekte)